# Gran, Oppland
Gran là một đô thị ở hạt Oppland, Na Uy. Nó là một phần của khu vực truyền thống của Hadeland. Trung tâm hành chính của đô thị này là làng của Jaren. Ngoài ra còn có một ngôi làng của Gran nằm trong đô thị này.
Đô thị Gran được thành lập ngày 01 tháng 1 năm 1838 (xem formannskapsdistrikt). Brandbu đã được tách ra từ Gran ngày 1 tháng 1 năm 1897, nhưng nó đã được sáp nhập trở lại vào đô thị Gran ngày 1 tháng 1 năm 1962. 